# West Coast (Lana Del Rey)
West Coast è un singolo della cantautrice statunitense Lana Del Rey, il primo estratto dal suo terzo album in studio Ultraviolence e pubblicato il 14 aprile 2014.

## Descrizione
West Coast è una ballata mid-tempo surf rock, psychedelic rock e soft rock dalla durata di quattro minuti e diciassette secondi. È stata scritta dalla cantante insieme a Rick Nowels mentre la produzione è stata curata da Dan Auerbach.

## Pubblicazione
West Coast è stato annunciato come primo singolo dall'album Ultraviolence il 3 aprile 2014 da Lana del Rey. Quest'ultima ha rivelato la cover del brano il 10 aprile dello stesso anno. In seguito è stata pubblicata una seconda versione del brano, utilizzata per la trasmissione radio.

## Successo commerciale
West Coast è diventata la seconda hit ad aver raggiunto la top20 nella Billboard Hot 100 della cantante (dopo Summertime Sadness Cedric Gervais Remix), avendo debuttato alla 17ª posizione. Nella Hot Digital Songs, West Coast ha fatto il suo ingresso al sesto posto con una vendita pari a 118 000 download digitali.
In Francia, West Coast ha venduto oltre 1 400 download digitali nella sua prima settimana dalla pubblicazione ed ha debuttato alla 34ª posizione nella classifica Syndicat national de l'édition phonographique.

## Classifiche
| Classifica (2014–23) | Posizione massima |
| -------------------- | ----------------- |
| Australia            | 44                |
| Austria              | 64                |
| Belgio (Fiandre)     | 54                |
| Belgio (Vallonia)    | 41                |
| Canada               | 26                |
| Danimarca            | 39                |
| Francia              | 34                |
| Grecia               | 62                |
| Irlanda              | 31                |
| Italia               | 18                |
| Nuova Zelanda        | 31                |
| Spagna               | 12                |
| Stati Uniti          | 17                |
| Svizzera             | 13                |
| Ungheria             | 13                |

## Date di pubblicazione
| Stato       | Data           | Formato           | Etichetta discografica |
| ----------- | -------------- | ----------------- | ---------------------- |
| Stati Uniti | 14 aprile 2014 | Download digitale | Interscope Records     |
| Italia      | 15 aprile 2014 | Download digitale | Universal Music Italia |
| Regno Unito | 18 maggio 2014 | Download digitale | Polydor Records        |